# چراو (کارولینای جنوبی)
چراو(به انگلیسی: Cheraw) شهری در ایالت کارولینای جنوبی کشور ایالات متحده آمریکا است که جمعیت آن در سرشماری سال ۲۰۱۰ میلادی، ۵٬۸۵۱ نفر بوده‌است.